# Neozuga latifascia
Neozuga latifascia är en fjärilsart som beskrevs av W. Warren 1906. Neozuga latifascia ingår i släktet Neozuga och familjen mätare. Inga underarter finns listade i Catalogue of Life.